# Bethylonymellus imperfectus
Bethylonymellus imperfectus (лат.) — ископаемый вид жалящих перепончатокрылых рода Bethylonymellus из семейства Bethylonymidae. Один из древнейших представителей подотряда стебельчатобрюхие. Обнаружен в юрских отложениях Казахстана (Карабастауская свита, келловейский ярус, дер. Михайловка, около 165 млн лет). Длина тела 5,0 мм, длина переднего крыла 2,5 мм.
Вид Bethylonymellus imperfectus был впервые описан по отпечаткам в 1975 году советским и российским палеоэнтомологом Александром Павловичем Расницыным (ПИН РАН, Москва, Россия) и включён в состав рода Bethylonymellus из ископаемого надсемейства Bethylonymoidea, корневой группы для всех жалящих перепончатокрылых насекомых (Aculeata).